# Gemni Home Entertainment
Gemini Home Entertainment — Веб-сериал, созданный Реми Эбоудом и периодически выпускаемый на одноимённом канале на YouTube.  Он считается основополагающим Аналоговым сериалом ужасов. Основная серия, также известная как Full Boxset, продолжается. С тех пор были выпущены и другие видео в рамках спин-оффа Library.

## Помещение
Сериал, действие которого происходит в 1980-х и 90-х годах, представлен в виде коллекции клипов с видеокассет VHS, выпущенных рядом вымышленных компаний и распространяемых одноименной компанией Gemini Home Entertainment. Он сочетает в себе элементы космического ужаса, сюрреализма и телесного ужаса. Клипы рассказывают всеобъемлющую историю о внеземном вторжении и надвигающемся апокалиптическом событии.

## Обзор
Различные эпизоды внешне самодостаточны, исследуя такие темы, как дикая природа, солнечная система и искусственный интеллект, но вместе они создают связное повествование и служат для документирования надвигающегося конца света.
Сериал включает в себя угрозы, такие как инопланетные существа («Лесорубы»), использующие людей в качестве «сосудов», вымышленное инфекционное заболевание под названием «Болезнь глубоких корней» и вымышленное растение или гриб под названием «Насмешка природы», который калечит людей, с которыми вступает в контакт. Видео обычно начинаются обыденно, а затем включают в себя элементы ужасов. Главный антагонист сериала - Айрис, разумная планета или планетоподобное существо, которое планирует вторжение в Солнечную систему и влияет на жизнь на Земле.

## Эпизоды
Основная серия Gemini Home Entertainment началась в 2019 году и, по-видимому, продолжается.

### Полный бокс-сет (2019-2021)
| Нет. | Заголовок                                    | Режиссер   | Написано   | Длина | Первоначальная дата выпуска |
| --- | -------------------------------------------- | ---------- | ---------- | ----- | --------------------------- |
| 1 | «САМЫЕ СТРАННЫЕ ЖИВОТНЫЕ МИРА»               | Реми Обиде | Реми Обиде | 8:09  | 17 ноября 2019 г.           |
| Эта запись, выступающая в качестве пилотного эпизода, представляет собой информационное видео, описывающее нескольких животных в сельской Миннесоте . Информация дается о первых двух животных ( большой луговой курице и роющей сове ), в основном об их среде обитания и поведении. Однако тон заметно меняется с третьим животным, названным «Woodcrawler». Согласно видео, они встречаются по всей Северной Америке, являются отличными охотниками и «предпочитают дома больших семей, где большие стаи могут легче адаптироваться». Затем видео представляет дополнительную информацию, сообщая зрителю, что они «услышат крики; они украли их голоса», и что они должны «сжечь тела, чтобы они снова не встали». Показаны кадры, на которых Woodcrawler выбивает дверь внутри дома, показывая, что он похож на паука . Затем запись переключается на кадры «Fake People», двойников людей, которые, по-видимому, связаны с событиями, касающимися Woodcrawler. Когда оператор приближается к дому, он обнаруживает, что он населен группой Фейковых людей, которые пытаются с трудом копировать человеческое поведение. Через некоторое время один из Фейковых людей замечает оператора и бросается в погоню, заставляя оператора бежать, когда запись заканчивается. |                                              |            |            |       |                             |
| 2 | «СОВЕТЫ ПО БЕЗОПАСНОСТИ ВО ВРЕМЯ ШТОРМА»     | Реми Обиде | Реми Обиде | 4:38  | 24 ноября 2019 г.           |
| Эта запись, созданная неким Harbinge Technologies, представляет собой обучающее видео о том, как защитить себя и свою семью во время «сильного шторма». В первом разделе описывается, как правильно подготовиться к шторму: укрепить дом, установить систему раннего оповещения (пример которой как раз продается Harbinge Technologies) и построить штормовое убежище , которое, по словам компании, должно быть площадью 18 квадратных футов и 10 футов в высоту, с алюминиевой полусферой диаметром около 4-5 футов, установленной в его центре, и коротковолновым радиоприемником , размещенным рядом с ним. Во втором разделе зрителю предлагается привести свою семью в убежище во время шторма, хотя инструкции перемежаются необычными заявлениями, такими как «ваш дом теперь вам не принадлежит» и игнорировать звуки коротковолнового радио, так как это «слуховые галлюцинации». После шторма зрителю следует покинуть убежище и оценить состояние своего дома. Если дом серьезно поврежден, следует проверить, нет ли внутри движения. Если они слышат звонок от своей системы раннего оповещения, шторм прошел и это безопасно; однако, если они видят «Огни» вдалеке, они должны немедленно вернуться в свой бункер. Затем этот сценарий прослеживается через кадры множества ярких огней, появляющихся в поле. Затем на короткое время появляется еще одно сообщение, гласящее «послушайте, под вашими ногами ползает по полу», прежде чем показываются кадры звучания сигнализации Harbinge Technologies Albedo. Видео заканчивается сообщением о том, что зрители теперь «хорошо оснащены, чтобы защитить [вас] и [вашу семью] от штормов». |                                              |            |            |       |                             |
| 3 | «ГЛУБОКИЙ СИНИЙ»                             | Реми Обиде | Реми Обиде | 4:51  | 6 декабря 2019 г.           |
| Эта запись, созданная Gyneva Production Company, представляет собой информационное видео о глубоком океане. Первая часть видео касается жизни в океане, хотя несколько моментов неверны, например, цитата о том, что синий кит часто ест рыбу целиком (рацион синего кита состоит почти полностью из криля и он не способен потреблять более крупных существ), и что скат несет смертельный яд в своем хвосте (в этом случае он будет считаться ядом, и яд не обязательно смертелен во всех случаях). Вторая часть видео переходит к местам обитания, где упоминается Марианская впадина (ошибочно показывая фотографию Большой голубой дыры у побережья Белиза ), затем внезапно начинается описание вымышленного туннеля Демисия, еще более глубокого участка впадины. После того, как на экране появляется зловещее сообщение «Ничто не может жить в Марианской впадине», показываются кадры гигантского существа, похожего на лесоруба с одним светящимся глазом. Начинает воспроизводиться искаженный шум, а отснятый материал начинает сильно трястись, после чего наступает статичный шум. Примечание: видео было удалено с YouTube, что может означать, что оно больше не является каноном . |                                              |            |            |       |                             |
| 4 | «ИСКУССТВЕННОЕ КОМПЬЮТЕРНОЕ ОБУЧЕНИЕ»        | Реми Обиде | Реми Обиде | 5:03  | 29 декабря 2019 г.          |
| Эта лента, созданная Regnad Computing, является демонстрацией новой системы искусственного интеллекта , способной форматировать короткие рассказы. После краткого объяснения короткие рассказы представлены в трех итерациях. Первая гласит: «Джек перепрыгнул через реку / Мэри следует вместе / Путешествие следует за секретом / Джек, река, она мертва (sic)». Объясняется, что, хотя и не доработана, основные элементы шаблонов и последовательности присутствуют. Затем показывается итерация 2, гласящая: «Джек перепрыгнул через реку / Мэри следовала за ним по пятам / Они ищут секретное место / Я слышу тебя». Презентация объясняет развитие предыдущей итерации, допуская более сложные фразы и связность истории. Показывается третья итерация, гласящая: «Джек перепрыгнул через реку / Вот идет Мэри вниз по течению / Секретное место сохранит нас / Река течет, но не с водой». Объясняется, что эта итерация была дальнейшим развитием предыдущей, немного отклоняясь от исходных параметров и думая более критически. Удивительно, но затем дается четвертая итерация, гласящая: «Джек снова услышал это / Из космоса раздается голос / Джек, ты меня видишь / Я стал чем-то другим». Презентация не дает никаких объяснений этой итерации. Затем представлена пятая и последняя итерация, наложенная фоновой музыкой, напоминающей шепот, гласящая: «Слушай серебряную коробку / Звезды сейчас движутся / Видишь ли ты Голодный Глаз / Вот я». Затем показывается слайд, демонстрирующий два небесных тела; одно намного больше другого и зафиксировано на меньшем с тем, что кажется глазом, в то время как текст внизу показывает, что большее «намерено» и «живо». Слайд переключается на один, по-видимому, неопределенный энергетический луч, ударяющий по меньшему телу, которое прорастает придатками и глазом, похожим на глаз ранее показанного большего тела, прежде чем перейти в черный цвет. Затем презентация завершается сообщением о том, что «это видео должно было продемонстрировать [вам] возможности искусственного интеллекта Regnad Computing». |                                              |            |            |       |                             |
| 5 | «НАША СОЛНЕЧНАЯ СИСТЕМА»                     | Реми Обиде | Реми Обиде | 4:59  | 24 января 2020 г.           |
| Эта лента представляет собой информационную презентацию небесных тел в Солнечной системе . Сначала она показывает карту, показывающую Солнце , Меркурий , Венеру , Землю , Марс , Юпитер , Сатурн , Уран , Нептун и Плутон , хотя между двумя последними показана дополнительная планета. Приводятся ключевые моменты информации о каждой планете, однако в объяснениях есть несколько несоответствий. Утверждается, что Солнце находится на расстоянии 149 миллионов миль от Земли (вместо 149 миллионов километров одной а.е. ). Земля указана как « одна из единственных планет в [] Солнечной системе, способных поддерживать жизнь». Большое Красное Пятно на Юпитере специально описывается как не являющееся глазом. Почти скрытый статикой текст меняется, чтобы заявить, что пятно является «открытой раной». Кольца Сатурна описываются как «Врата», в то время как Большое Темное Пятно Нептуна указано как «Линза», а сам Нептун «мутировал». Перед концом раздела Нептуна планета начинает вращаться, показывая, как Большое Темное Пятно меняется, напоминая глаз, начинающий открываться. Затем неопознанная планета называется Ирис, и описывается, что она «теперь с нами» и «смеется над нами». Поверхность Ириса резко меняется, напоминая глаз, и он пристально фокусируется на зрителе, в то время как начинает воспроизводиться потусторонний звук. Затем кадры резко обрываются на камеру, на которой Нептун выпускает интенсивный луч синей энергии из Большого Темного Пятна в сторону внутренней части Солнечной системы. Затем запись возвращается к разделу о Плутоне, упоминая, что «эта планета никуда не денется!», прежде чем презентация завершается. |                                              |            |            |       |                             |
| 6 | "ВИДЕО С ИНФОРМАЦИЕЙ О ЛАГЕРЕ"               | Реми Обиде | Реми Обиде | 5:19  | 3 марта 2020 г.             |
| Эта запись содержит информационное видео о лагере Moonlight Acres, демонстрирующее его деятельность, размещение и мифы. В ходе записи установлено, что Moonlight Acres является домом для многочисленных инопланетных и паранормальных явлений, включая существ, описываемых как Skinwalkers , которые бродят по территории лагеря и охотятся за посетителями, и загадочных «хорошо одетых людей», которые заключили сделку с персоналом на неуказанное положение в обмен на человеческие жертвоприношения . |                                              |            |            |       |                             |
| 7 | "СМЕРТЕЛЬНОЕ ПРЕДЗНАЧЕНИЕ" РЕКЛАМА           | Реми Обиде | Реми Обиде | 6:00  | 10 апреля 2020 г.           |
| На этой кассете содержится реклама игры Lethal Omen в стиле PlayStation , , действие которой происходит в лагере Moonlight Acres. |                                              |            |            |       |                             |
| 8 | «РУКОВОДСТВО ПО ВЫЖИВАНИЮ В ДИКОЙ МЕСТНОСТИ» | Реми Обиде | Реми Обиде | 7:20  | 6 мая 2020 г.               |
| Эта кассета содержит обучающее видео о том, как выжить в дикой природе, включая подготовку и предметы, которые нужно взять с собой, а также животных и растения, которых следует избегать. Одно из представленных растений называется Nature's Mockery — название, которое ранее использовалось для описания древолазов в "World's Weirdest Animals" — и описывается как вызывающее "галлюцинации, внезапный мышечный паралич, обезображивание тела" и "разложение плоти". |                                              |            |            |       |                             |
| 9 | «ВИЗУАЛИЗАТОР ОБРАЗОВ СНА»                   | Реми Обиде | Реми Обиде | 5:25  | 19 июня 2020 г.             |
| В этой записи рассматривается визуализатор изображений сна — новая технология, разработанная компанией Harbinge Technologies, которая позволяет создавать видеоизображения сновидений человека, а также демонстрируется несколько примеров. |                                              |            |            |       |                             |
| 10 | «ИГРЫ ДЛЯ ДЕТЕЙ»                             | Реми Обиде | Реми Обиде | 5:36  | 10 июля 2020 г.             |
| В этой кассете представлены несколько детских игр и инструкции по игре, в том числе прятки , заморозка , сардины и ритуал «Накорми лес», в котором огоньки заманивают детей к лесорубам. |                                              |            |            |       |                             |
| 11 | «ПЕРЕДОВАННАЯ ГОРНАЯ МАШИНА»                 | Реми Обиде | Реми Обиде | 6:50  | 7 августа 2020 г.           |
| В этой записи демонстрируется новый дистанционно управляемый компактный туннелер (ROCT), усовершенствованный и оснащенный камерой горнодобывающий транспорт. Во время своего путешествия через систему пещер глубоко в земной коре ROCT встречает «Сад», похожий на мясо ковер растительности, за которым ухаживают «Садовники», гигантские паукообразные существа, похожие по внешнему виду на жителя океана в туннеле Демисия. Садовники захватывают машину и заключают ее в ловушку среди массы растений, после чего ее камеры наблюдают за лесорубом, появляющимся из сети «вен» на стенах пещеры. Транспортное средство встряхивается, но падает на пол пещеры и, по-видимому, уничтожается. |                                              |            |            |       |                             |
| 12 | «ГЛУБОКАЯ КОРНЕВАЯ БОЛЕЗНЬ»                  | Реми Обиде | Реми Обиде | 4:44  | 2 октября 2020 г.           |
| Эта кассета содержит образовательный фильм о глубокой корневой болезни, включая то, как болезнь прогрессирует и как ее диагностировать путем наблюдения и задавания вопросов. Болезнь вызывается «Корнем», видом растительного или грибкового патогена. Хотя изначально название болезни сформулировано как болезнь, поражающая растения, с использованием садоводческой терминологии для ее описания, быстро становится очевидным, что корни являются облигатными паразитами людей и мутируют тела своих хозяев по мере их роста и развития. |                                              |            |            |       |                             |
| 13 | «ЕЖЕМЕСЯЧНЫЙ ОТЧЕТ О ПРОГРЕССЕ»              | Реми Обиде | Реми Обиде | 6:38  | 31 октября 2020 г.          |
| Эта лента содержит отчет о ходе разработки искусственного интеллекта с момента выхода четвертой ленты, демонстрирующий достижения в области компьютерной обработки, прогнозного развития и искусственного интеллекта . Она начинается с введения в «Проект Инфракрасный» и перечисляет команду, ответственную за его управление. Затем в ленте говорится, что цель проекта — предотвратить будущие технологические сбои для REGNAD и помочь в развитии технологий. Информируя зрителя о возможностях проекта, она упоминает неизвестного клиента, который помогал REGNAD. Затем лента переходит к кадрам ряда компьютеров с прорастающими изнутри органическими корнями. Затем на мониторах отображается подсказка для клиента, на которую нужно ответить, и искусственного интеллекта, который должен ее интерпретировать; показаны кадры глаза садовника вместе со спутниковой антенной, направленной на ночное небо, предположительно, для связи с клиентом, который, как подразумевается, является Ирисом. Первая подсказка — «ЗЕМЛЯ», на которую Ирис отвечает: «МЭРИ ВИДИТ, КАК УМИРАЮТ ВОРОТА / СПЯЩИЕ СЪЕДЕНЫ ЦЕЛИКОМ / СУДНО ПЛАВАЕТ В ПЯТНУ / ЧЕЛЮСТЬ ОТРЫВАЕТСЯ». Вторая подсказка — «ЛУННЫЙ СВЕТ», отсылка к Moonlight Acres, на которую Ирис отвечает: «НОВЫЕ ВЕЩИ БРОДЯТ ПО КОРМОВЫМ УГОДЬЯМ / ПРЕДВЕСТНИК НАПРАСНО СТРАЖИТ / МЭРИ СЛЫШИТ СКРИПЯЩИЙ ЗВУК / ГОЛОДНЫЙ ГЛАЗ ПРИВЕТСТВУЕТСЯ». Последняя подсказка — «ДЖЕК», на которую Ирис повторяет «ДЖЕК ТЕПЕРЬ С НАМИ» четыре раза, прежде чем сказать «ДЖЕК ТЕПЕРЬ МЫ», подразумевая, что Джек Дин был заражен болезнью глубоких корней. Затем показано, как спутниковая антенна окутывается тенью. Запись заканчивается заявлением REGNAD о том, что они рассчитывают встретиться со своим клиентом лично через 7 месяцев. |                                              |            |            |       |                             |
| 14 | «ВЕЧЕРИНКА В КАНУН РОЖДЕСТВА»                | Реми Обиде | Реми Обиде | 4:38  | 26 декабря 2020 г.          |
| Эта кассета содержит домашнее видео рождественской вечеринки в лагере Moonlight Acres. Вечеринку прерывает Скинуокер, что приводит к гибели нескольких человек и заражению Барри Джонсона, помощника руководителя мероприятий лагеря, болезнью Deep Root. |                                              |            |            |       |                             |
| 15 | «ПОМОЩЬ ПРИ ВТОРЖЕНИИ В ДОМ»                 | Реми Обиде | Реми Обиде | 5:40  | 18 марта 2021 г.            |
| Эта запись содержит советы по безопасности и рекомендации о том, как подготовиться к вторжению в дом и что делать во время него . Однако оказывается, что запись на самом деле является инструкцией для Woodcrawlers, чтобы войти в дом жертвы, с реальным намерением, искусно скрытым под предлогом «противодействия вторжениям в дом». Сразу после окончания обучения, он переходит к кадрам человека, входящего в дом. Указанный дом, по-видимому, был «захвачен», с красными мицелиевыми наростами повсюду; некоторые, по-видимому, образуют гуманоидные фигуры, что указывает на то, что это на самом деле то, что осталось от жертв Deep Root Disease. У одной фигуры желтый глаз, который поворачивается к камере. Ближе к концу записи человек безуспешно пытается убежать от Woodcrawler. |                                              |            |            |       |                             |
| 16 | «МИССИЯ ЗОНДИРОВАНИЯ CRUSADER»               | Реми Обиде | Реми Обиде | 7:00  | 5 июля 2021 г.              |
| Эта лента содержит документацию миссии Crusader 5 , в которой космический зонд документирует внешние планеты и их луны, посещая Юпитер, Сатурн и Ирис. Во время путешествия по Солнечной системе зонд обнаруживает многочисленные аномальные луны, астероиды и транснептуновые объекты (включая опровергнутые гипотетические луны Хирон и Фемиду ), а кольца Сатурна необычно узкие. Нептун загадочным образом отсутствует там, где он должен быть. По прибытии на Ирис, Crusader 5 наблюдает за пятью лунами планеты, затем отправляется в ее недра, где он подтверждает, что не только Ирис разумен, но и напрямую ответственен за существование Садовников, Жителей Океана, Корней и Древолазов, поскольку он наблюдает обширную сеть Садов на своем подходе к «сознательному разуму» Ирис, прежде чем быстро отправляется обратно на Землю. |                                              |            |            |       |                             |

### Библиотека (2021-н.в.)
| Нет. | Заголовок            | Режиссер   | Написано   | Длина | Первоначальная дата выпуска |
| --- | -------------------- | ---------- | ---------- | ----- | --------------------------- |
| 1 | «ЖАЛКИЕ РУКИ»        | Реми Обиде | Реми Обиде | 3:43  | 24 декабря 2021 г.          |
| Запись начинается с показа записи прогноза погоды NOAA с кадрами с озера в Канаде, датированным Сочельником, примерно «за 25 минут до первой атаки». На заднем плане кадра кратко виден взрыв. Показано письмо Гленна Артура — администратора лагеря Moonlight Acres в 1930-х и 1940-х годах — датированное 3 мая 1946 года. В нем он сообщает, что намерен разорвать сделку с Well-Dressed Men, предоставив в качестве жертвы медведя вместо человека, и что он отказывается больше быть пешкой пришельцев. Затем показано второе письмо с неясной датой в мае 1946 года, в котором говорится: «Жалкие руки стучат в мое окно. Клыки незнакомца царапают стены». Показаны фотографии Скинуокера, показывающие, что он вырос до огромных размеров, ассимилировав людей в свое тело, и что он «потерял всякое сходство с медведем». |                      |            |            |       |                             |
| 2 | «СМЕЩЕНИЕ СУХОЖИЛИЙ» | Реми Обиде | Реми Обиде | 6:38  | 2 марта 2022 г.             |
| Это видео документирует прогрессирование болезни глубоких корней Барри Джонсона. Со временем его тело неуклонно разрушается инфекцией в течение 59 дней, превращая его в массу бурлящих корнеобразных структур, пока он еще жив, и в конечном итоге превращается в образец Nature's Mockery. |                      |            |            |       |                             |
| 3 | «СТАРЫЕ КОСТИ»       | Реми Обиде | Реми Обиде | 5:14  | 9 июня 2023 г.              |
| Проигрывается аудиозапись, в которой обсуждается природа Deep Root Disease. Подразумевается, что болезнь способна манипулировать живой тканью и что она постепенно трансформирует плоть тех, кто ею поражен, а не убивает их сразу, хотя несколько небольших фрагментов, по-видимому, были отредактированы . Затем демонстрируются отрывки из дневника Гленна Артура. Дневник Гленна описывает его встречу и возможную сделку с Хорошо одетыми людьми из «Camp Information Video», которых он считает ангелами. Рисунок энергетического луча, выходящего из Нептуна (похожий на тот, что показан в «Our Solar System»), появляется как часть «видения», которое получил Артур. Сделка с Хорошо одетыми людьми была заключена в 1941 году и разорвана в 1946 году, как установлено в «Wretched Hands». Показаны три новых итерации ИИ Regnad Computing, причем третья подразумевает, что жертвы Скинуокера сохраняют сознание , даже после того, как их ассимилирует зверь: «Я ВСЕ ЕЩЕ ЗДЕСЬ / РЕЛИКЦИЯ ДНЯ НЕВЕРЫ / НЕ ОСТАВЛЯЙТЕ МЕНЯ, УБЛЮДКИ / СТАРАЯ КОСТЬ РАСТЕТ». Показаны немые кадры из Moonlight Acres, и видео заканчивается после того, как крупный план окна изнутри одной из кают показывает гуманоидное существо с искаженным телом — вероятно, самого Гленна Артура, теперь ассимилированного в тело Скинуокера — которое, по-видимому, говорит, прежде чем быстро уходит. |                      |            |            |       |                             |